# VIe dynastie égyptienne
v. 2413  AEC – 2250 AEC,
Entités précédentes :
- Ve dynastie

Entités suivantes :
- VIIe dynastie

La VIe dynastie couvre une période de plus d'un siècle et demi à la fin de l'Ancien Empire. La toute-puissance du roi, sans être remise en cause, est perçue différemment. Il faut sans doute y voir également un changement dans les aspirations religieuses ainsi que dans l'organisation de l'État. Cette période va être marquée par le très long règne de Pépi II. C'est à cette époque que l'on assiste à un morcellement du pouvoir central au profit des nomarques, tendance déjà amorcée à la Ve dynastie. La charge se transmet de père en fils, formant ainsi de véritable dynasties locales sans pour autant usurper le pouvoir royal. Les prérogatives royales sont peu à peu « empruntées » par ces nomarques, comme l'attestent les tombes des nécropoles d'Assouan et également la pratique de la momification.

## Souverains de laVIedynastie
L'égyptologue Hracht Papazian a proposé en 2015 qu'un certain nombre de souverains généralement considérés comme appartenant à la VIIIe dynastie identifiée par la liste d'Abydos soient attribués à la VIe dynastie et d'autres à VIIe qu'il ne fait commencer qu'avec le roi Djedkarê Shemaï :
|                                    |                        |                |                          |                                    | |  |  |  |  |  |  |  |  |  |  |  |  |  |  |
| Téti (Ttj)                         | Téti (34)              | Téti (26)      | lacune (5.1)             | Othoès (Οθοης) (VI-1)              | Pyramide située à Saqqarah-nord. |  |  |  |  |  |  |  |  |  |  |  |  |  |  |
| Ouserkarê (Wsr-kȝ-Rˁ)              | Ouserkarê (35)         |                | lacune (5.2)             |                                    | Longtemps considéré par l'égyptologie comme étant un usurpateur, la Pierre de Saqqarah-sud, représentant les annales du début de la VIe dynastie, a montré qu'il n'en était rien. |  |  |  |  |  |  |  |  |  |  |  |  |  |  |
| Pépi Ier (Mry-Rˁ Ppy)              | Méryrê (36)            | Pépi (25)      | lacune (5.3)             | Phious (Φιος) (VI-2)               | Pyramide située à Saqqarah-sud. |  |  |  |  |  |  |  |  |  |  |  |  |  |  |
| Mérenrê Ier (Mrj-n-Rˁ Nmtj-m-sȝ=f) | Mérenrê (37)           | Mérenrê (24)   | lacune (5.4)             | Méthousouphis (Μεθουσουφις) (VI-3) | Pyramide située à Saqqarah-sud. Momie exposée au musée Imhotep à Saqqarah. |  |  |  |  |  |  |  |  |  |  |  |  |  |  |
| Pépi II (Nfr-kȝ-Rˁ Ppy)            | Néferkarê (38)         | Néferkarê (23) | lacune (5.5)             | Phiops (Φιωψ) (VI-4)               | Pyramide située à Saqqarah-sud. |  |  |  |  |  |  |  |  |  |  |  |  |  |  |
| Mérenrê II (Mrj-n-Rˁ Nmtj-m-sȝ=f)  | Mérenrê Amtyemsaf (39) |                | lacune (5.6)             | Menthésouphis (Μεθουσουφις) (VI-5) | Fils de Pépi II et sans doute de la reine Neith. Si le nom de Sa-Rê Nemtyemsaf est assuré, son nom de Nesout-bity n'est pas connu avec certitude, Mérenrê n'était qu'une réutilisation de celui indiqué par la liste d'Abydos. Le Canon royal de Turin lui attribue 1 an et 1 mois de règne. |  |  |  |  |  |  |  |  |  |  |  |  |  |  |
| Netjerkarê (Nṯr-kȝ-Rˁ)             | Netjerkarê (40)        |                | Netjerikarê Siptah (5.7) | Nitocris (Νιτωκρις) (VI-6)         | Longtemps considéré comme une femme, le Canon royal de Turin a rétabli le fait qu'il s'agit d'un homme, mais son existence n'est toujours pas prouvée par des sources contemporaines. |  |  |  |  |  |  |  |  |  |  |  |  |  |  |
| Menkarê (Mn-kȝ-Rˁ)                 | Menkarê (41)           |                |                          |                                    | |  |  |  |  |  |  |  |  |  |  |  |  |  |  |
| Néferkarê II (Nfr-kȝ-Rˁ)           | Néferkarê (42)         |                |                          |                                    | Fils de Pépi II et de la reine Ânkhésenpépi III selon Hracht Papazian. |  |  |  |  |  |  |  |  |  |  |  |  |  |  |
| Néferkarê Neby (Nfr-kȝ-Rˁ Nbjj)    | Néferkarê Neby (43)    |                |                          |                                    | Fils de Pépi II et de la reine Ânkhésenpépi IV. Commanditaire d'une pyramide non retrouvée et nommée Djed-ânkh-Néferkarê. |  |  |  |  |  |  |  |  |  |  |  |  |  |  |

Les origines de la famille du fondateur de la dynastie Téti ne sont pas connues avec certitude. Sa mère Sechséchet Ire appartient probablement à la noblesse ou bien à une branche éloignée de la famille royale régnante. Quoi qu'il en soit, Téti épouse une princesse de sang, Ipout Ire, qui est donnée pour être une des filles d'Ounas, manifestement mort sans héritier pouvant lui succéder.
Ainsi légitimé par ce mariage, Téti assure la continuité entre les deux dynasties mettant un terme à une crise de succession. La capitale reste à Memphis et Saqqarah est choisi comme nécropole dynastique. Les institutions sont renforcées et la stabilité du royaume semble assurée. Cela n'empêche pas une certaine contestation de s'installer au cours de son règne, le roi étant probablement toujours perçu comme illégitime et ouvrant la voie et la possibilité pour d'autres dignitaires, par leur pouvoir ou par leurs liens avec la famille royale, de prétendre à leur tour monter sur le trône d'Horus.
De fait le règne de Téti s'achève par un complot ourdi dans sa garde rapprochée et avec la complicité de hautes personnalités, faits rapportés par Manéthon. Bien qu'aucune source contemporaine ne vient  confirmer cette histoire, des troubles semblent apparemment être confirmés par les découvertes récentes à Saqqarah de tombeaux de dignitaires ayant subi une damnatio memoriae et réutilisés aux fins d'autres personnages probablement adversaires. On notera sur ce point le nombre assez important de dignitaires qui occupent le poste de vizir, indice probable d'une instabilité du pouvoir.
D'autres complots auront lieu au cours des règnes suivants dont notamment un sous le règne de Pépi Ier, fils de Téti et troisième pharaon de la dynastie. Les faits qui impliquent le harem royal et de hauts dignitaires sont rapportés dans le mastaba d'Ouni en Abydos. Le vizir en tant que ministre de la justice avait été chargé de l'enquête et du jugement des coupables, parmi lesquels on comptera une des épouses du roi.

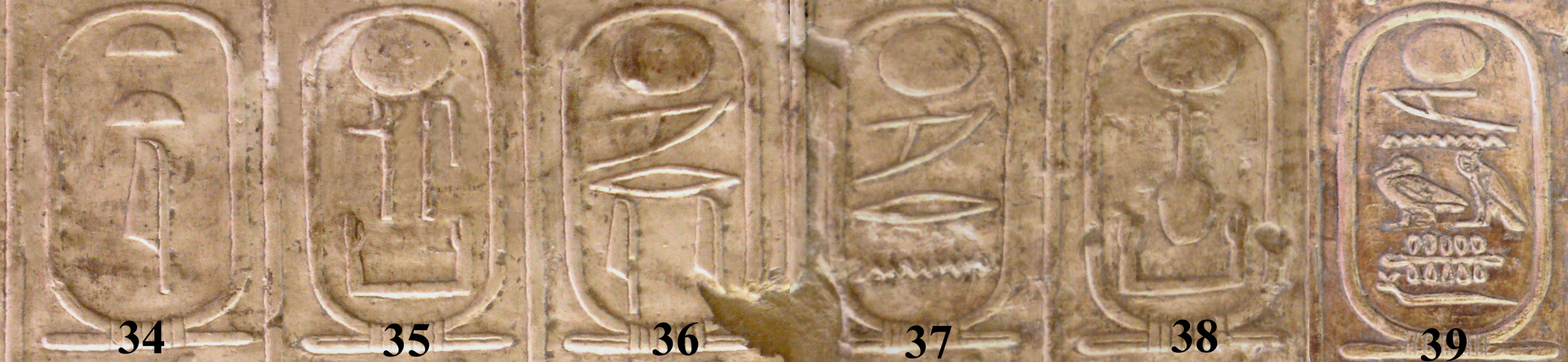
Cartouches des pharaons de la relevés sur la liste d'Abydos mais ne mentionnant pas Nitocris - Abydos

Une autre découverte récente, la pierre de Saqqarah Sud, a permis de mieux connaître la succession des règnes de cette période. Il s'agit d'un texte de type pierre de Palerme datant du règne de Pépi II. Cette pierre enregistrant une partie des annales de la dynastie depuis le règne de Téti jusqu'à celui de Mérenrê Ier est inscrite au recto et verso. Elle devait donc être une stèle placée dans un sanctuaire, probablement à Memphis où les prêtres consignaient à l'abri de leur temple les faits et gestes de chaque souverain d'Égypte.
Bien que très dégradée car réutilisée en remploi pour former le couvercle du sarcophage d'Ânkhésenpépi IV, les informations qu'elle contient confirment un interrègne entre celui de Téti et de Pépi Ier, celui d'Ouserkarê, ainsi que la durée de chaque règne. Quand l'état du texte le permet, elle donne aussi le nom de la mère de chaque souverain, information essentielle pour définir la généalogie de la famille régnante. Ces annales rendent compte également des faits principaux ou officiels avec l'enregistrement des expéditions commerciales et militaires, des entrées de denrées précieuses, des dons faits aux temples du pays, de l'érection de statues, des grandes cérémonies religieuses du royaume et enfin des recensements du bétail, autres informations essentielles aux égyptologues pour déterminer le nombre d'années de règne de chaque pharaon.
Au cours de cette période le rôle de l'épouse royale et celui de la mère du roi s'accroît au point que des cultes leur sont rendus. Elles se font édifier de véritables pyramides comprenant temple funéraire, dépendances, clergé personnel et tout comme les complexes pyramidaux royaux, ces monuments étaient dotés d'une pyramide-cultuelle ou pyramide subsidiaire, tandis que peu à peu leur caveau funéraire s'orne des textes des pyramides, privilège réservé jusque-là au seul Pharaon.
Nul doute que ces reines ont joué un grand rôle dans les différents événements qui marquent l'histoire de la dynastie. Comme sous la Ve dynastie, le trépas précipité ou inattendu de certains souverains a dû ébranler la famille royale en bouleversant l'ordre de succession normal de père en fils. Les règnes de Téti, d'Ouserkarê ou de Mérenrê Ier forment à chaque fois une charnière de la généalogie familiale. Ouserkarê pourrait être un frère du roi qui prend la succession de Téti en aidant activement la régence de sa veuve Ipout Ire en faveur du prince héritier Mérenrê Pépi, alors trop jeune pour monter sur le trône. Plus tard, Mérenrê Ier succède légitimement à son père Pépi, premier du nom. Son règne est court et il n'a pas le temps d'achever la décoration de son complexe cultuel et funéraire. N'ayant lui non plus apparemment pas d'héritier mâle c'est son frère Pépi II qui lui succède sous la régence de sa mère la reine Ânkhésenpépi II.
Les annales concernant le long règne de Pépi II ne sont pas complètes sur la stèle de Saqqarah-sud et l'état de la pierre nous prive d'informations directes et officielles pour l'ensemble de cette période qui marque le début de l'effondrement de l'Ancien Empire. Cependant la durée exceptionnelle de ce règne a produit une grande quantité de documents épigraphiques et archéologiques nous permettant ainsi de mieux la comprendre. Les biographies de grands dignitaires comme Hirkhouf nomarque d'Assouan sont de ce point de vue des témoignages de premier ordre.
À la fin du règne de Pépi II une crise dynastique s'ouvre. Plusieurs rois sont répertoriés par les listes du Nouvel Empire mais le nombre de rois et l'ordre de succession ne sont pas assurés. Ceux dont l'existence est assurée sont Mérenrê II, fils aîné de Pépi II et probablement de la reine Neith, ainsi que Néferkarê Neby, fils de Pépi II et de la reine Ânkhésenpépi IV et commanditaire d'une pyramide non retrouvée et nommée Djed-ânkh-Néferkarê. Le peu d'éléments de cette période ne permet pas de reconstruire une chronologie fiable.

## Économie et société

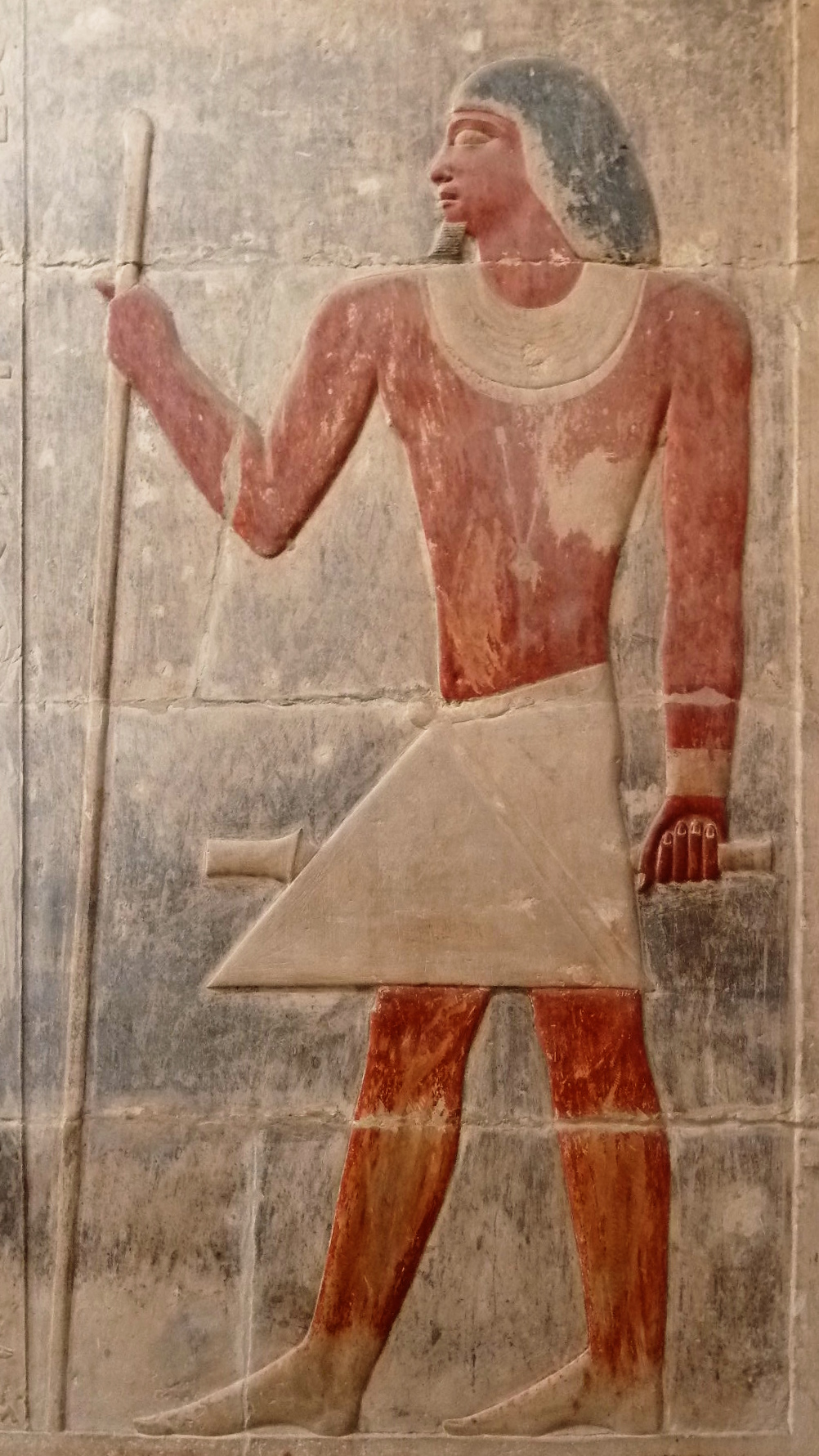
Le vizir Kagemni assistant au défilé des offrandes - relief peint de son mastaba de Saqqarah

Dès le début de la VIe dynastie l'État représente une administration puissante dirigée par de véritables ministères à la tête desquels on retrouve les grands du royaume à commencer par le premier d'entre tous le vizir dont la puissance est considérable, agissant au nom de Pharaon.
La longueur des règnes des trois principaux souverains de la dynastie, Téti, Pépi Ier et surtout de Pépi II, favorise la stabilité du royaume ce qui alimente les caisses de l'État, gérées par le Trésor dont la direction est souvent confiée au vizir justement, qui accumule ainsi les charges et les fonctions concentrant la plupart des postes exécutifs du gouvernement du royaume. Depuis la Ve dynastie ce personnage n'est plus choisi parmi les enfants royaux mais au sein d'une noblesse qui formait la cour de pharaon. Le vizir recevait plusieurs titres dont celui de prince ce qui n'implique pas forcément de lien avec la famille royale mais désigne davantage son rôle de premier des grands du royaume dont l'autorité est incontestée.
Privilège de haut rang, il recevait alors un mastaba princier situé à proximité de la sépulture royale. Les mastabas de Mérérouka, Ânkhmahor et de Kagemni représentent des exemples incontournables de l'architecture funéraire de l'Ancien Empire tant par leur agencement que par la qualité des scènes en reliefs qui décorent les parois des salles de culte et leurs dépendances. Pour l'entretien de ces tombeaux et du culte qui en dépendait le roi accorde sur les biens de la couronne des terres regroupées en fondation dont le produit et les bénéfices forment un revenu non négligeable administré directement par le dignitaire et sa famille ainsi favorisés.
Cette puissance est probablement à l'origine de certains remous de l'histoire du pays. Une politique d'alliance maritale permet bien souvent de régler l'affaire, le vizir devenant le gendre du roi, mais il est avéré que certains d'entre eux ont été à l'origine de tentatives de prise de pouvoir sous les règne de Téti ou de Pépi Ier. D'autres paraissent avoir été des soutiens déterminants à la stabilité du royaume comme ce fut le cas du vizir Djaou, fils de Khoui nomarque d'Abydos.
Ce dernier personnage peut symboliser une autre innovation dans la société égyptienne de cette période : le développement des élites locales dans le reste du royaume. De fait, il se crée une décentralisation de l'administration qui se regroupe autour du nomarque, sorte de gouverneur représentant de l'autorité du roi et de son administration. Leur rôle dans la gestion de l'État déjà sensible à la dynastie précédente, s'accroît de manière exponentielle au cours de la VIe dynastie au point d'absorber peu à peu les fonctions principales du gouvernement du royaume, dont celle de grand prêtre du dieu principal de la région qu'ils gouvernent.
Cette situation nouvelle permet aux cultes populaires de se développer et certains de ces grands prêtres deviennent alors les véritables intercesseurs auprès des dieux ce qui leur a valu dans certains cas d'être divinisés après leur mort. On citera à titre d'exemple le nomarque d'Assouan Pépi-Nakht Héqa-Îb qui reçoit un culte au sein même de l'île d'Éléphantine non loin du sanctuaire de Khnoum et de Satis, ou encore le cas d'Izi, nomarque du Trône d'Horus dont le tombeau à Edfou deviendra un lieu de pèlerinage important.
La pratique de l'hérédité des charges contribuant au cumul des bénéfices et de la propriété foncière au profit de ces grandes familles, génère l'enracinement d'une véritable noblesse féodale qui en apparence continue à s'en remettre à l'autorité royale mais dans les faits, gouverne localement et gère à son profit les terres et leurs revenus. Les cités des nomes se développent en même temps qu'une classe moyenne rattachée aux administrations locales. L'économie et les échanges favorisent le commerce dans la vallée tout en permettant l'envoi des expéditions au-delà des frontières du pays à la recherche de biens précieux et rares.

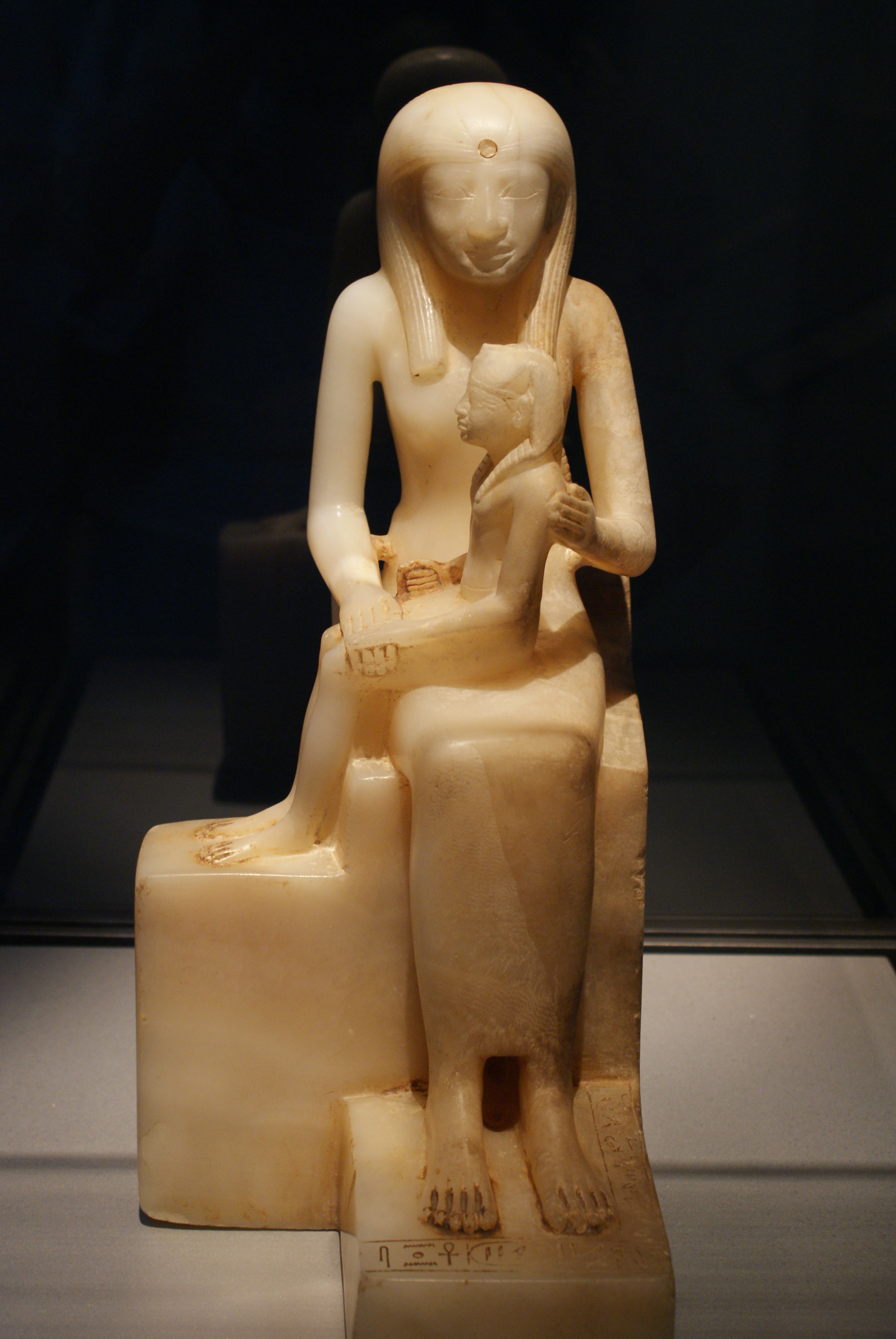
Groupe statuaire en albâtre représentant la reine-mère Ânkhésenpépi II, mère de Pépi II - musée de Brooklyn, New York

C'est notamment d'une de ces puissantes familles qu'est issue l'un des personnages emblématiques de la dynastie, Ânkhésenpépi II, épouse de deux rois et mère d'un troisième et dont la sépulture a été récemment mise au jour à Saqqarah au sud de la pyramide de Pépi Ier.
Dans les oasis du désert libyque à l'ouest du Fayoum, ces gouverneurs se font édifier de véritables complexes funéraires dont le monument principal est un vaste mastaba doté d'un temple de culte. Ces structures recouvraient tout un réseau de chambres funéraires destinées aux membres de la famille qui régnait littéralement sur ses terres. Tout autour s'installent les tombes des fonctionnaires rattachés au gouvernement de la région. Dans d'autres régions du pays comme dans le nome inférieur du Sycomore, dont la capitale est Qus, la future Cusae des grecs, une nouvelle nécropole régionale voit le jour sous l'impulsion du nomarque Pépiânkh. Là il s'agit de tombes creusées dans la falaise qui domine les nécropoles populaires et la plaine fertile. Ces types de cimetières dont le schéma est calqué sur celui des nécropoles royales est significatif des changements de la société égyptienne d'une société centralisée et individualiste au service d'un souverain en une société décentralisée et centrée désormais sur le noyau familial qui représente alors la nouvelle valeur morale. Sur le plan administratif et politique cela revient à créer sur tout le territoire de Haute-Égypte et de Basse-Égypte des domaines seigneuriaux qui font vivre toute une population de cultivateurs, d'éleveurs et de pêcheurs, de commerçants et d'artisans, de fonctionnaires et de serviteurs qui passent juridiquement sous l'autorité privée des gestionnaires et des grands propriétaires.
Cette féodalité permet l'émergence d'une classe moyenne plus étendue que celle traditionnelle liée à la cour du roi, entraînant de-facto le développement des arts locaux. Les sites de Meir, de Dendérah, d'Abydos, de Dakhla ou d'Assouan représentent les croissances les plus remarquables de ce point de vue.
Sur le plan militaire, le recrutement des soldats autrefois réglé par conscription nationale sur tout le territoire est désormais également confié aux nomarques qui deviennent alors de véritables chefs militaires. Certains n'hésitent pas à payer des mercenaires notamment nubiens, dont l'habileté et l'efficacité des archers n'est plus à démontrer. Le pharaon ne participe pas directement aux expéditions qui sont confiées en termes de commandement soit au vizir soit aux gouverneurs locaux. La fin de la dynastie est marquée par l'accroissement de l'activité militaire aux frontières du pays. Des expéditions punitives sont organisées contre les régions révoltées du Soudan tandis qu'une véritable campagne militaire est lancée contre les peuplades orientales qui certainement commencent à s'infiltrer sur le territoire égyptien menaçant les principales routes commerciales et l'accès aux ressources des mines d'or de Nubie ou de turquoise et de cuivre du Sinaï, denrées précieuses essentielles à l'économie de la société égyptienne antique.
Sur le plan religieux, le culte d'Osiris est de plus en plus répandu et pratiqué, concurrençant les cultes héliopolitains au sein même du temple funéraire royal. Les temples des capitales des nomes reçoivent souvent par décret royal l'immunité fiscale ce qui engendre la création de véritables domaines privés. Ces terres et les revenus qui en proviennent finissent par échapper complètement à l'administration centrale pour enrichir le principal officier du culte qui à cette époque est donc le nomarque.
Cette situation qui s'impose peu à peu à tout le pays, ne semble pas présenter de danger tant que le gouvernement de pharaon est stable et sa puissance assurée sur tout le territoire. À l'inverse lorsque la crise dynastique qui suivra le long règne de Pépi II devient insoluble, le système éclate et le pays se morcelle. La religion, l'administration et l'économie se resserrent autour de ces princes qui forment de véritables dynasties locales qui à la période suivante revendiqueront le pouvoir sur la dynastie officielle qui ne gouverne alors plus que les régions de Memphis et d'Héracléopolis Magna, ultimes domaines royaux.

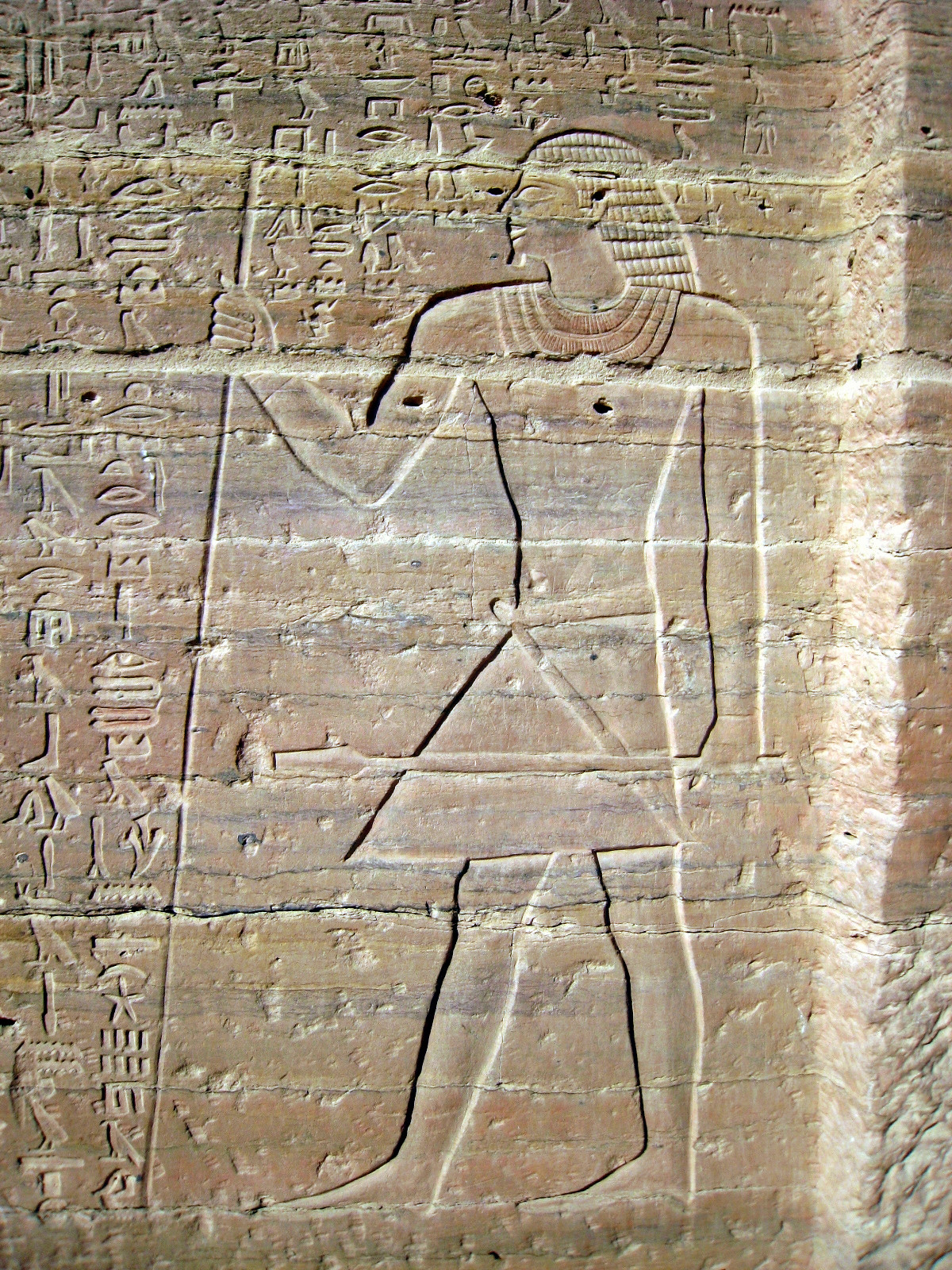
Relief représentant Hirkhouf à l'entrée de sa tombe à Qubbet el-Hawa - Assouan

Dans les pratiques funéraires, si au début de la dynastie ces dernières sont directement héritées et inspirées de la période précédente, peu à peu on assiste à une traduction du changement de la société au sein même de ces pratiques, à commencer par le regroupement autour de la cellule familiale. Désormais les membres de la famille ont leur propre sépulture et culte au sein même de la tombe du chef de la famille. Les tombeaux sont alors conçus d'emblée comme des caveaux familiaux. Cette pratique se standardise tout au long de la dynastie et dans toutes les couches de la société.
Ce changement s'accompagne d'une véritable révolution en ce qui concerne les rites et l'architecture funéraire avec peu à peu un soin de plus en plus marqué donné à l'infrastructure, notamment au caveau funéraire, tandis que la superstructure se réduit à sa plus simple expression devenant le plus souvent une simple chapelle dotée d'une stèle et d'une table d'offrande. Ces tombes sont principalement édifiées en briques crues et sont nommées par les égyptologues « tombes en four » en raison de l'analogie de leur architecture avec celle des fours destinés à la production de pain ou de poterie. Seuls les éléments de culte sont en pierre quand le propriétaire a les moyens de se faire ériger un monument de cette qualité. En revanche, le caveau, lui, prend une dimension plus vaste et pour les plus aisés ses parois se décorent de textes qui préfigurent les « textes des sarcophages » largement répandus lors de la Première Période intermédiaire.
Cette nouveauté est directement inspirée du développement des textes des pyramides dans les tombeaux royaux. Apparaissant pour la première fois dans une pyramide royale sous Ounas, dernier pharaon de la Ve dynastie, à dater du règne de Pépi Ier ces textes rituels commencent à être également inscrits dans les caveaux des reines principales du roi. Les épouses secondaires, si elles bénéficient également d'un tombeau en forme de pyramide, n'ont alors pas droit aux textes religieux, apanage de la reine mère et des épouses de premier rang. Au règne suivant la règle semblent devenir systématique puisque sur les trois pyramides identifiées des femmes de Pépi II, toutes trois bénéficient d'un tel traitement.
On assiste à un phénomène parallèle pour les classes inférieures de la société, ce qui a été traduit par les historiens comme une preuve d'une certaine démocratisation des rituels, y compris celui de la momification, pratique qui assimile directement le défunt à un Osiris. C'est également à cette époque que commence à apparaître la présence de statuettes rituelles dans le viatique funéraire qui accompagne le mort dans son voyage vers l'au-delà. À la période qui suit immédiatement l'Ancien Empire, certaines de ces statuettes de genre féminin seront baptisées par les premiers égyptologues les concubines du mort.
Si le sens précis de leur rôle aux côtés du défunt n'est pas rendu explicite par des inscriptions, ces statuettes représentent les ancêtres des ouchebtis qui deviendront jusqu'à la Basse époque un des éléments les plus significatifs du mobilier funéraire égyptien.

## Arts et culture

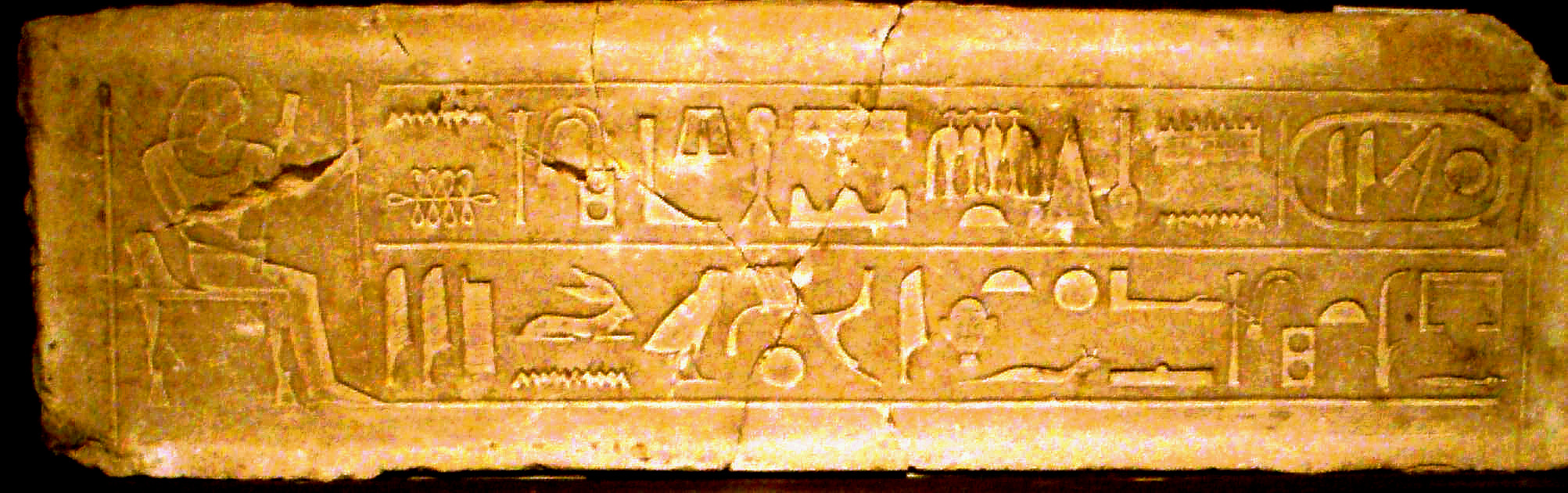
Linteau d'Ouni, mentionnant la pyramide de Pépi Ier - Rosicrucian Egypt Museum de San José

Suivant l'évolution de la société, on assiste au début de la VIe dynastie à un développement des arts et de l'architecture hérités de la dynastie précédente. Les dignitaires continuent à se faire aménager de somptueuses tombes ou mastabas dans les principaux sites de la vaste nécropole de Memphis.
Au début de la dynastie, les grands prêtres de Ptah restent les maîtres d'œuvre de la royauté. Leur rôle éminent à la période précédente est confirmé sous les premiers souverains de la nouvelle famille régnante. Ils jouissent alors d'une grande réputation auprès du roi et faisant partie de la noblesse du pays transmettent leurs charges à leurs enfants, créant de véritable dynastie de prêtres.
La principale réforme concernant cette fonction aura lieu sous le règne de Pépi Ier. Sabou Tjéty a fait inscrire sur la stèle de son tombeau ce décret qui outre le fait de vanter ses mérites de chef des artisans indique qu'il est le premier des grands prêtres de Ptah à cumuler toutes les charges liées à cette lourde tâche. Alors qu'avant lui deux grands pontifes étaient désignés pour remplir ces fonctions essentielles à la royauté qui se répartissaient entre des fonctions civiles et des fonctions religieuses, désormais le grand prêtre absorbe l'ensemble et devient l'unique architecte du programme artistique du roi,.
Les chantiers royaux concentrent une grande part de l'activité architecturale de chaque règne et les pyramides et leurs temples prennent alors une forme standardisée. Les chambres funéraires royales sont donc systématiquement décorées des textes des pyramides tandis que la qualité des reliefs atteint un apogée pendant cette période que ce soit dans les monuments royaux ou dans les vastes complexes funéraires des grands du royaume dont la décoration s'inspire directement de ces standards.
Les villes de pyramides qui en dépendent se développent autour de chaque temple d'accueil, ou temple-bas de chacun des complexes cultuels royaux, formant peu à peu un réseau urbain périphérique à la capitale qui abrite le palais royal. Les nécropoles de leurs résidents s'installent proche du temple funéraire royal ou temple-haut de la pyramide, poursuivant ainsi la tradition des nécropoles royales initiée sous la IVe dynastie.
L'entretien de ces cités toutes consacrées aux rites funéraires des rois régnants et de leurs prédécesseurs est fixé par décret royal. Nous possédons par exemple pour les deux villes de pyramides de Dahchour un de ces décrets datant du règne de Pépi Ier témoignant qu'à cette époque les cultes des pharaons des dynasties précédentes ne sont pas tombés en désuétude et font l'objet d'attention régulière de l'administration royale. Si l'emplacement de ces villes des pyramides de Snéfrou n'a pas pu être identifié avec certitude, celui des prêtres du culte de Khentkaous Ire a été mis au jour et fouillé sur le site de Gizeh. Le complexe funéraire de la reine comporte le long de la chaussée montante permettant d'accéder au temple de culte, tout un ensemble de demeures spacieuses qui abritaient ces officiers du culte et leur famille. Clairement datée de la fin de la Ve dynastie, cette ville reste en fonction tout au long de la VIe et nous livre un exemple de premier ordre de l'organisation de l'habitat de cette époque.
Parallèlement au milieu de la dynastie la décentralisation de l'État produit l'éclosion d'écoles locales qui œuvrent pour le compte des élites régionales. Les tombeaux de Meir ou d'Assouan symbolisent cet art provincial qui est encore très empreint des canons de la cour royale. En revanche les productions dans les oasis du désert occidental signent une nette démarcation entraînant la création de types originaux et souvent spécifiques à l'éloignement de ces territoires contrôlés par des gouverneurs qui agissent en tout point comme de véritables monarques locaux. L'architecture des tombes s'inspire de plus en plus des sépultures nubiennes en adoptant notamment la voûte en brique crue, tandis que le mastaba monument principal hérité des nécropoles royales memphites, se transforme peu en peu en un lieu de sépultures collectives qui abrite outre le gouverneur et les siens, celles des dignitaires et serviteurs qui l'entourent. La découverte de la nécropole de Balat dans l'oasis de Dakhla représente l'exemple le plus significatif de cet art funéraire provincial.

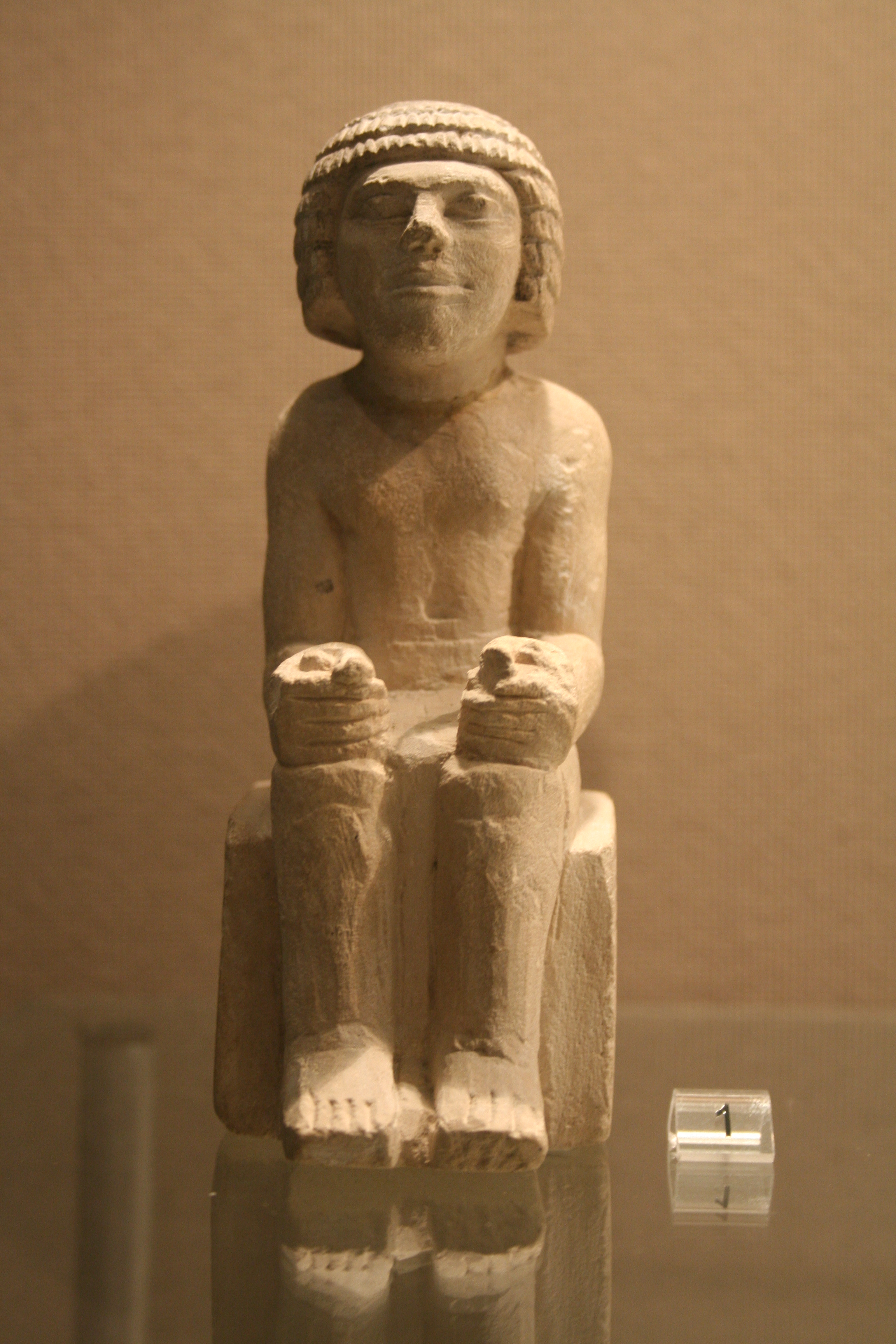
Statue d'un homme provenant de Gizeh - Ägyptisches Museum, Leipzig

Mais le développement des arts ne se limite pas au champ funéraire. On assiste également au développement des villes et de leurs sanctuaires depuis le delta jusqu'en Haute-Égypte :
- À Bubastis, Téti puis Pépi Ier édifient à proximité du grand sanctuaire de Bastet des temples du ka, sanctuaires dédiés au culte du ka divin et royal. Ces édifices possèdent déjà un plan complexe dont les éléments architectoniques principaux tels que les portes, les piliers et architraves sont faits de pierre[17]. Non loin toute une nécropole provinciale s'est installée avec des mastabas édifiés en briques et dont les plus fastueux possédaient des caveaux aux parois de calcaire portant des formules d'offrandes et autres textes religieux[18]. On citera notamment le tombeau d'Ânkh-haef, directeur des prêtres sous le règne de Pépi II. Son caveau parementé de calcaire conserve encore des peintures et des inscriptions dont certaines sont des prières à Osiris et Anubis. Ils font partie des premiers témoins des textes funéraires qui seront plus tard regroupés dans différents corpus que l'on désigne par le terme usuel de « Livre des morts ».

- À Héliopolis, Téti, Pépi Ier font ériger des obélisques monumentaux en pierre dont les vestiges ont été retrouvés sur place. Il s'agit actuellement des plus anciens monolithes adoptant cette forme élancée qui restera un symbole solaire tout au long de l'histoire de l'Égypte. Une inscription de Sabni Ier nomarque d'Assouan, atteste par ailleurs qu'une commande de deux obélisques en granite a été réalisée sous le règne de Pépi II. Pour l'occasion le roi lui adressa deux grands navires destinés au transport des monolithes jusqu'au temple du dieu Rê à Héliopolis.

- En Abydos, le temple principal de la cité déjà millénaire est rebâti sous les règnes de Pépi Ier, Mérenrê Ier puis Pépi II[19]. Une grande enceinte vient enclore l'ensemble des installations cultuelles de la cité sainte dont le temple du dieu Osiris-Khentamentiou qui est considérablement agrandi et doté de colonnades et portes monumentales en pierre.

- À Dendérah, le temple d'Hathor est reconstruit selon les textes qui couvrent les murs de la crypte du sanctuaire bâti à son emplacement à l'époque gréco-romaine, faisant remonter l'existence de ce sanctuaire aux plus hautes époques de l'histoire égyptienne. De fait des fragments de statuettes au nom de pharaons de la VIe dynastie y ont été découvertes. Enfin non loin de l'enceinte du grand temple d'Hathor une nécropole de mastaba de cette période a été identifiée

- À Hiérakonpolis, la découverte de deux statues royales en métal cuivreux, dont l'une représente Pépi Ier et l'autre plus petite probablement son fils et successeur Mérenrê Ier, démontre que ces souverains ne négligèrent pas ce sanctuaire dédié au culte d'Horus, dieu de la royauté. Une autre découverte datant probablement de cette époque fait partie des trésors les plus remarquables d'orfèvrerie de l'Égypte antique. Il s'agit d'une tête de faucon en or, coiffée de deux hautes plumes et dont les yeux sont réalisés par une unique pierre cylindrique en obsidienne.

- À Assouan, sur l'île Éléphantine, le temple de Satis reçoit également une attention particulière comme en témoigne la mise au jour d'un naos en granite dédié au dieu par Pépi Ier. Il est actuellement exposé dans le département égyptologique du Musée du Louvre, et bien que de dimension modeste représente là aussi l'exemplaire le plus ancien de naos connu jusqu'ici. Cette partie la plus sacrée du temple abritait la statue de culte de la déesse à laquelle était rendu un culte quotidien.

Ce programme architectural qui couvre le pays de monuments divins nécessite la présence continue d'artistes et artisans ainsi que d'équipes de maçons. Pour alimenter ces chantiers les architectes commandent les matériaux nécessaires dans les principales carrières du pays comme celles d'Hatnoub ou d'Assouan. Des inscriptions dédicatoires comprenant des formules laudatives classiques en l'honneur de pharaon témoignent là aussi de l'activité intense qui régnait alors dans l'ensemble des  nomes.
Si l'agrandissement, le renouvellement ou l'embellissement de ces temples et sanctuaires sont encore des commandes royales, il n'en reste pas moins que les traces qui en subsistent aujourd'hui démontrent l'emploi de plus en plus systématique de la pierre pour les édifices ce que l'on ne retrouve pas aux époques précédentes dont les sanctuaires divins faits essentiellement de matériaux périssables tels que le bois et la brique crue. Cette évolution déterminante de l'importance des cultes locaux continue au détriment du culte royal et signe définitivement l'abandon d'une certaine vision du rôle du roi à la période suivante puis au Moyen Empire. Désormais s'il reste le premier prêtre de l'Égypte, il n'est plus le seul objet du culte populaire.

## Décadence et ruine de l'Ancien Empire
La fin de la VIe dynastie coïncide avec la fin de ce que les historiens appellent l'Ancien Empire de la civilisation de l'Égypte antique. Plusieurs hypothèses ont cours sur les réelles causes de cette fin, qui apparaît souvent comme un effondrement soudain et catastrophique.
La durée du règne de Pépi II est probablement une des raisons les plus citées de la chute de la dynastie. Comme souvent lorsque le règne d'un souverain s'éternise, les héritiers disparaissent avant leur père ou bien accèdent au trône à un âge déjà avancé, ne règnent que très peu de temps et ne font que retarder pour un temps la fatalité d'une crise dynastique.
De fait, le règne du successeur de Pépi, le Mérenrê II, semble confirmer cette situation qui réunit toutes les conditions d'une succession difficile. Mort de vieillesse, détrôné ou assassiné, il disparaît sans laisser de monument et selon Manéthon de Sebennytos, historien égyptien de l'époque ptolémaïque, c'est son épouse qui monte sur le trône, une reine du nom de Nitocris. Selon cette légende, elle ne règne que pour venger la mort de son époux et disparaît également, laissant le pays en proie à l'anarchie.
Aucune trace de cette reine ou d'un quelconque assassinat de Mérenrê II n'a été découverte à ce jour. Quand bien même, cette situation n'explique pas à elle seule l'effondrement de la royauté. Au contraire, l'accroissement des pouvoirs des nomarques, associé à la multiplication des exemptions et des immunités fiscales des temples et des fondations funéraires qui eurent lieu à compter du règne de Pépi Ier, semblent être les deux principales causes de ce déclin.
D'une part l'autorité de l'État est affaiblie, mais plus grave encore, l'économie royale elle-même est de plus en plus grevée par l'entretien des innombrables prêtres funéraires et des nombreuses cités funéraires royales qui mettent à l'abri du Trésor toute une partie de la population du pays.
On sait par un papyrus écrit en hiératique datant de la Première Période intermédiaire, soit juste après la chute de la VIe dynastie, que Djed-Sout, la ville de pyramide du complexe funéraire de Téti situé à la périphérie de Memphis, comportait encore dix-mille habitants libre d'impôts, ce qui est considérable pour l'époque,.
Cet exemple se répétait probablement autant de fois qu'il existait de cités analogues. Elles devaient former un vaste réseau urbain s'étalant le long de la grande nécropole royale de la capitale et attirait toute une population privilégiée en raison du statut spécial dont elle bénéficiait alors du simple fait d'être au service des anciens pharaons devenus des dieux. Ce statut, associé à celui similaire des nombreuses cités provinciales et domaines des temples qui deviennent alors de véritables potentats, menace gravement la stabilité du royaume et du même coup l'équilibre et la prospérité du pays.
Depuis peu une nouvelle hypothèse vient s'ajouter à celles déjà émises, qui peuvent avoir été toutes concomitantes et ainsi avoir précipité la chute de l'Ancien Empire : toute la région subit pendant cette période une série de sécheresses catastrophiques, affamant le pays et jetant dans le trouble l'ensemble de la société égyptienne. Ces sécheresses seraient dues à des bouleversements climatiques qui apparaissent dès la Ve dynastie et dont la baisse significative des niveaux de crue du fleuve enregistrés sur la Pierre de Palerme apporterait la confirmation. Ce changement climatique s'étale sur plusieurs décennies et transforme peu à peu les savanes et plaines fertiles en désert aride, asséchant les lacs et les cours d'eau qui parcouraient encore les régions occidentales.
Selon Manéthon toujours, la VIIe dynastie est composée de soixante-dix rois ayant régné soixante-dix jours… Cette répétition du chiffre sept a une valeur symbolique forte et signifie sous la plume de l'historien-prêtre que le pays sombre alors dans l'anarchie.
L'État devenu incapable de contrôler le pays à la suite des évolutions de la société et des mœurs, ne peut plus subvenir aux besoins essentiels des habitants livrés à la famine. Le pays éclate et se morcelle en autant de régions que de principautés formées autour des grands nomes qui deviennent les seuls recours et les seuls vestiges d'une brillante civilisation.